# Johann Karl Wilhelm Vatke
Johann Karl Wilhelm Vatke (Behnsdorf, Alemania; 14 de marzo de 1806-Berlín, Alemania; 18 de abril de 1882), más conocido como Wilhelm Vatke, fue un teólogo protestante alemán que hizo parte de una generación de eruditos bíblicos que dio las bases para estudios revolucionarios en el campo bíblico y sobre todo la manera en que se aborda el análisis del Antiguo Testamento.

## Educación
En 1820, después de la muerte de sus padres, Vatke asistió a la escuela Franckesche Stiftungen en Halle; en 1824 inició sus estudios en teología recorriendo Halle, la Universidad de Gotinga y Berlín. Sus profesores incluyeron a Wilhelm Gesenius, Heinrich Ewald, J.W.A Neander y Georg Wilhelm Friedrich Hegel. En 1830 fue nombrado como profesor de cátedra  (Privatdozent) en la Universidad Humboldt de Berlín. Desde 1837 hasta 1875 trabajo en la facultad de teología como profesor asociado de estudios bíblicos y filosofía de la religión, finalmente fue nombrado profesor extraordinario.

## Aportes
Vatke fue uno de los fundadores de la corriente crítica al Hexateuco. En el mismo año en qué David Strauss publicó su obra Vida de Jesús, Vatke lanzó su libro Die Religion des Alten Testaments nach den kanonischen Büchern entwickelt (La religión en el Antiguo Testamento antes de que los libros canónicos se escribieran), el cual dio inicio a una revolución de pensamiento en cuanto a las ideas y estudio sobre el Antiguo Testamento en todos los campos. Sin embargo, a pesar del gran contenido de estudio filosófico en su libro, este no fue popular y las teorías de Wilhelm pasaron prácticamente desapercibidas en su época, aunque sentó bases de estudio para pensadores como Abraham Kuenen y Julius Wellhausen.
Sus otros trabajos incluyen: Die menschliche Freiheit in ihrem Verhältniss zur Sünde und zur göttlichen Gnade (1841), Historisch-kritische Einleitung in das Alte Testament (1886), and Religionsphilosophie (1888). See O Pfleiderer, Development of Theology (1890), and TK Cheyne, Founders of Old Testament Criticism (1893).